# سفارت روسیه در اتاوا
سفارت روسیه در اتاوا (به انگلیسی: Embassy of Russia) یک سفارت در کانادا است که در اتاوا واقع شده‌است.